# Parafia św. Antoniego w Łaźniewie
Parafia pw. św. Antoniego z Padwy w Łaźniewie – rzymskokatolicka parafia należąca do dekanatu błońskiego, archidiecezji warszawskiej, metropolii warszawskiej Kościoła katolickiego, w Łaźniewie.

## Historia
Parafia pw. św.Antoniego w Łaźniewie została erygowana 7 października 1950 r., przez prymasa Polski Stefana Wyszyńskiego. Dekret erekcyjny wszedł w życie 22 października 1950 r. Funkcję świątyni parafialnej spełniała kaplica utworzona z dwóch dużych pokoi. 5 maja 1958 r. została rozpoczęta budowa nowego kościoła, który po 13 miesiącach został oddany w stanie surowym do użytku. Kościół zbudowano według projektu architekta włoskiego pochodzenia Andrzeja Boni. 19 czerwca 1960 r. prymas Polski Stefan Wyszyński poświęcił ukończoną połowę kościoła.
Pierwszym proboszczem i budowniczym był ks. Mariusz Zanatta FDP z pochodzenia Włoch. Opiekę nad parafią sprawują księża Orioniści.

## Obszar parafii
Do parafii należą wierni z miejscowości: 

- Kopytów,
- Orły,
- Pilaszków,
- Radzików,
- Łaźniew,
- Łaźniewek,
- Święcice,
- Myszczyn,
- Wolskie.